# から騒ぎ (1993年の映画)
『から騒ぎ』（からさわぎ、原題: Much Ado About Nothing）は、1993年製作のアメリカ・イギリス合作映画。シェイクスピアの『空騒ぎ』の映画化作品。フランコ・ゼフィレッリの『ロミオとジュリエット』には及ばなかったが、シェイクスピア映画としてかなりの興行成績を上げた。

## キャスト
※括弧内は日本語吹替
- ベネディック - ケネス・ブラナー（安原義人）
- ベアトリス - エマ・トンプソン（塩田朋子）
- ドン・ペドロ - デンゼル・ワシントン（金尾哲夫）
- クローディオ - ロバート・ショーン・レナード（宮本充）
- ドン・ジョン - キアヌ・リーヴス（江原正士）
- ヒーロー - ケイト・ベッキンセイル（山像かおり）
- レオナート - リチャード・ブライアーズ（大木民夫）
- アントニオ - ブライアン・ブレスド（島香裕）
- ドグベリー - マイケル・キートン（伊藤和晃）
- マーガレット - イメルダ・スタウントン
- ボラチオ - ジェラルド・ホラン
- コンラード - リチャード・クリフォード（水野龍司）
- フランシス修道士 - ジミー・ユール（有本欽隆）
- ヴァージス - ベン・エルトン（牛山茂）
- バルサザール - パトリック・ドイル